# Komintern
De Communistische Internationale of Derde Internationale, in het Russisch afgekort tot Komintern, was een wereldwijd samenwerkingsverband van communistische partijen onder aanvoering van de Communistische Partij van de Sovjet-Unie (CPSU). De Komintern werd gevormd op aandringen van Lenin en de CPSU als opvolger van de Tweede Internationale. Het oprichtingscongres vond plaats in Moskou van 2 tot 6 maart 1919.

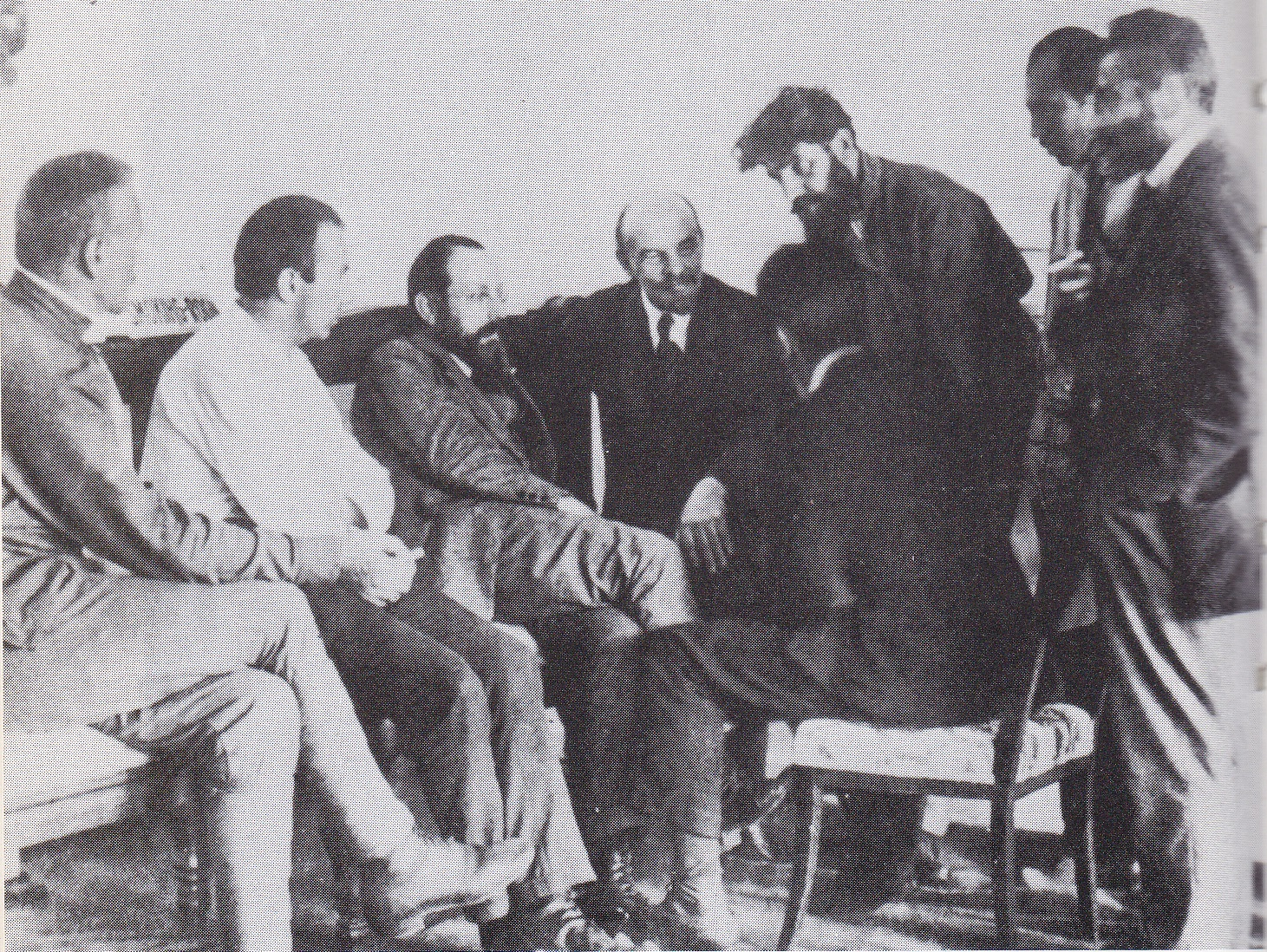
Henk Sneevliet (met baard), zittend naast Lenin tijdens de Komintern (USSR, 1920)

Lenin had al eerder geschreven te zijn teleurgesteld, dat de Europese sociaaldemocraten hadden nagelaten zich tegen de Eerste Wereldoorlog uit te spreken en had in het bijzonder kritiek op figuren als Karl Kautsky en Ramsay MacDonald. Het falen van de Tweede Internationale was aanleiding voor de bolsjewieken om de naam 'sociaaldemocraat', die zij zelf ook hanteerden, te vervangen door 'communist' en de Komintern op te richten.
Het centrale punt van het beleid van de Komintern was, dat over de gehele wereld communistische partijen moesten worden opgericht om de internationale proletarische revolutie ter vestiging van de dictatuur van het proletariaat te steunen, zowel als het idee van democratisch centralisme, hetgeen sterke controle van de communistische partij in de kern betekende. Hoewel de Komintern werd verondersteld een internationale organisatie te zijn, werd het in feite effectief door de Sovjet-Unie onder de duim gehouden.
De politiek van de Komintern streefde met alle dienstige middelen naar wereldwijd communisme. Het was de Internationale met de meest gecentraliseerde structuur.
Alle congressen werden in Moskou gehouden. Lenin, Trotski en Stalin voor de USSR, Wilhelm Pieck (Duitsland), Maurice Thorez (Frankrijk), Palmiro Togliatti (Italië), David Wijnkoop (Nederland) en Georgi Dimitrow (Bulgarije) traden bij deze Derde Internationale op de voorgrond.
Aan de Komintern was de Rode Vakbondsinternationale gelieerd, waarin radicale vakbonden en vakcentrales als het Nederlandse NAS zitting hadden. Jeugdbewegingen waren verenigd in de Communistische Jeugd Internationale.
Het Presidium van het Uitvoerend Comité besloot op 15 mei 1943, tijdens de heerschappij van Jozef Stalin, tot opheffing van de Komintern vanwege de Tweede Wereldoorlog. In 1947 werd het Cominform opgericht, dat als een Europese opvolger kan worden beschouwd. Na de destalinisatie in de Sovjet-Unie en het resulterende rode schisma was de oprichting van een wereldwijde communistische internationale met zowel de Communistische Partij van China als die van de USSR onmogelijk geworden.